# Мавлютова, Мунавара Габдракиповна
Мунавара Габдракиповна Мавлютова (16 августа 1923, Урзайбаш, Башкирская АССР — 15 июня 2022, Уфа, Башкортостан) — советский врач, детский хирург. Доктор медицинских наук (1979), профессор (1980). Заслуженный деятель науки Башкирской АССР (1989). Отличник здравоохранения СССР (1963). Лауреат премии имени С. Д. Терновского (2008).

## Биография
Мунавара Габдракиповна Мавлютова родилась 16 августа 1923 года в крестьянской семье в деревне Урзайбаш Башкирской АССР. Её отец основал деревню Кызыл-елга Буздякского района.
В 1940 году, после окончания Белебеевского педучилища, была направлена учителем в Андижанскую область, но вскоре вернулась на родину. Её назначили учителем Арслановской семилетней школы Буздякского района. В годы Великой Отечественной войны, в 1942—1944 годах, работала директором школы.
В 1944—1945 годах была секретарём Буздякского районного комитета ВЛКСМ. Учитывая её небольшой педагогический опыт, ей предлагали поступить в педагогический институт, но Мунавара твердо решила стать врачом. Желание стать врачом у неё появилось еще в детстве.
В 1945—1950 годах училась в Башкирском государственном медицинском институте.
1950—1953 работала заведующей Ишимбайским отделом здравоохранения и заместителем заведующего Уфимским городским отделом здравоохранения.
В 1956 году начала работать врачом в Республиканской клинической больнице имени Г. Г. Куватова.
В 1959—1964 годах — заведующая отделением РКБ им. Г. Г. Куватова.
В 1964—1966 годах — главный хирург Уфимского отдела здравоохранения, одновременно, в 1964—1967 годах, врач 1-й и 2-й больниц города Уфы, с 1966 года — заведующая отделением.
С 1966 года — преподаватель Башкирского государственного медицинского института .
В 1966—1989 годах — главный детский хирург Башкирской АССР.
В 1970—1989 годах — заведующая кафедрой детской хирургии Башкирского государственного медицинского института.
С 2001 года работала в Республиканской детской клинической больнице.
Скончалась 15 июня 2022 года.

### Семья
Муж — Рыфат Рахматуллович Мавлютов (1926—2000), ректор Уфимского авиационного института (1961—1991), профессор, член-корреспондент Российской Академии наук (1991), директор Института механики Российской академии наук (1992—1998).

## Научная деятельность
Основные направления исследований:
- профилактика и лечение аппендикулярного перитонита, гематогенного остеомиелита,
- совершенствование методов диагностики и хирургического лечения острой гнойной деструктивной и хронической пневмонии.

Под руководством профессора М. Г. Мавлютовой разработаны нормативы оказания и организации хирургической помощи детям, показания к хирургическому лечению заболеваний щитовидной железы, рекомендации по раннему выявлению бронхоэктатической болезни у детей и их диспансеризации.
Под руководством М. Г. Мавлютовой были открыты детские хирургические отделения в Республиканской детской клинической больнице, городской больнице № 17 города Уфы, в городах Октябрьском, Стерлитамаке, Салавате. В 1974 году на базе Республиканской детской клинической больницы создан Башкирский центр детской хирургии, были организованы межрайонные центры.
Подготовила 6 кандидатов и 3 докторов медицинских наук. Под руководством М.Мавлютовой были разработаны и внедрены в практику более 60 новых методов диагностики и лечения больных.
Автор более 170 научных работ.

### Избранные труды
- Профилактика инфекционных осложнений и комплексное лечение детей с сочетанной и комбинированной термической травмой, пострадавших на катастрофе. — Уфа, 2004 (соавт.);
- Организация, развитие и становление детской хирургии в Республике Башкортостан. — Уфа, 2011.

## Почётные звания и награды
- Отличник здравоохранения СССР (1963),
- Заслуженный деятель науки Башкирской АССР (1989),
- Лауреат премии имени С. Д. Терновского Российской академии медицинских наук (2008)[1].